# 스탠드 마이 히어로즈
《스탠드 마이 히어로즈》(スタンドマイヒーローズ, Stand My Heroes)는 coly이 제작한 모바일 장치 전용의 소셜 게임이다.

## 스토리
히로인은 동경하는 마약단속관 「마토리」에 입청해 남성들로 가득한 직장에 배치된다. 단, 한 명의 여과원으로 경시청, 고교생, 웰빙, 또는 이면조직에서 유능한 남성들을 스카우트한다.

## 등장 캐릭터

### 마약단속관
마약단속부의 멤버. 전국에서도 불과 240명의 소속 정예 집단에서 그 중 우수한 인원만 배속되었다.
이즈미 레이 (泉 玲, 게임에서는 이름 개명 가능)
성우 : 무라이 미사토 (TV 애니메이션만)
아오야마 이츠키 (青山 樹)
성우 : 스기타 토모카즈
유이 코타로 (由井 孝太郎)
성우 : 하나에 나츠키
나츠메 하루 (夏目 春)
성우 : 카지 유우키
이마오오지 슌 (今大路 峻)
성우 : 나미카와 다이스케
세키 다이스케 (関 大輔)
성우 : 마에노 토모아키
와타베 사토루 (渡部 悟)
성우 : 토리우미 코스케

### 경시청 수사 1과
경시청의 거대 엘리트 조직. 강인한 육체와 강한 정신력을 지니고 있다. 후생 노동성의 마토리와는 사건을 두고 다투어 사이가 나쁘다.
아사기리 츠카사 (朝霧 司)
성우 : 카키하라 테츠야
아라키다 소우세이 (荒木田 蒼生)
성우 : 타카츠카 토모히토
스가노 나츠키 (菅野 夏樹)
성우 : 야마야 요시타카
핫토리 요우 (服部 耀)
성우 : 에구치 타쿠야

### 츠즈키 형제
뛰어난 표현력으로 세상을 석권하는 두 형제. 수 년 전에 일어난 사건의 피해자. 그 때문에 여동생이 몇 년이나 잠든 채이다.
츠즈키 마코토 (都築 誠)
성우 : 타케우치 슌스케
츠즈키 쿄스케 (都築 京介)
성우 : 니시야마 코타로

### Revel
소문에 존재하는 정보상. 조건에 따라 원하는 모든 정보가 입수할 수 있다. 소꿉친구 4명으로 구성되어 있으며, 전원이 개별적으로 회사를 가지고 있다는 셀럽집단.
히야마 타카오미 (桧山 貴臣)
성우 : 시라이 유스케
카구라 아키 (神楽 亜貴)
성우 : 야마시타 세이이치로
마키 케이타 (槙 慶太)
성우 : 야시로 타쿠
오오타니 하토리 (大谷 羽鳥)
성우 : 우치다 유마

### 쿠죠가
검은 소문이 끊이지 않는 수수께끼의 조직. 타자와의 교류를 좋아하지 않지만, 쿠죠가 내부의 결속은 강한 것 같다.
쿠죠 소마 (九条 壮馬)
성우 : 사와시로 치하루
키리시마 코우야 (桐嶋 宏弥)
성우 : 나카지마 요시키
야마자키 카나메 (山崎 カナメ)
성우 : 야마시타 다이키
신도 키요시 (新堂 清志)
성우 : 마스다 토시키
미야세 고 (宮瀬 豪)
성우 : 우메하라 유이치로

### 세오연구소
입소희망이 끊이지 않는 인기 연구소. 이색의 멤버 5명이 연구하는 것은 너무나 덧없고, 약하고, 교치한 "사람의 마음". TV 애니메이션화의 캐스트 미등장했지만, OVA화에 등장할 예정.
세오 나루미 (瀬尾 鳴海)
성우 : 코야스 타케히토
카와이 히카루 (可愛 ひかる)
성우 : 시모노 히로
호쇼 이사기 (宝生 潔)
성우 : 사이토 소마
히나타 시온 (日向 志音)
성우 : KENN
사오토메 이쿠토 (早乙女 郁人)
성우 : 호소야 요시마사